# Mistrzostwa Kanady w Skokach Narciarskich 2017 (kwiecień)
Mistrzostwa Kanady w Skokach Narciarskich 2017 – zawody o mistrzostwo Kanady w skokach narciarskich rozegrane w dniach 1–2 kwietnia 2017 roku na skoczniach HS106 i HS140 kompleksu Whistler Olympic Park Ski Jumps w Whistler.
Pierwszego dnia zawodów rozegrano konkursy na skoczni normalnej. W kategorii mężczyzn tytuł mistrzowski wywalczył Mackenzie Boyd-Clowes, Na drugim stopniu podium znalazł się Matthew Soukup. Podium uzupełnił Joshua Maurer. W konkursie wzięło udział dziesięciu zawodników, w tym jeden z Wielkiej Brytanii i kilku ze Stanów Zjednoczonych. W konkursie pań złoty medal zdobyła Taylor Henrich. Za nią na podium znalazły się Natasha Bodnarchuk oraz Atsuko Tanaka. Na starcie konkursu znalazło się osiem skoczkiń reprezentujące dwie narodowości – lokalne zawodniczki, jak i Amerykanki.
Kolejnego dnia zmagań zawodnicy przenieśli na skocznię dużą. Zawody wśród mężczyzn wygrał amerykański dwuboista Adam Loomis, na drugim miejscu, a zarazem złoty medal zdobył Boyd-Clowes. Kolejne miejsca na podium zajęli trzeci w klasyfikacji ogólnej Joshua Maurer, oraz zamykający czołową piątkę Matthew Soukup. Do startu przystąpiło dwudziestu skoczków. O tytuł mistrza Kanady na skoczni HS140 rywalizowały także panie: ponownie najlepszą okazała się Henrich, a skład podium uzupełniły Abigail Strate i Tanaka.

## Wyniki

### Mężczyźni
| Msc. | Zawodnik              | I seria | II seria | Punkty |
| ---- | --------------------- | ------- | -------- | ------ |
| 1.   | Mackenzie Boyd-Clowes | 95,5 m  | 93,0 m   | 220,0  |
| 2.   | Matthew Soukup        | 92,5 m  | 95,5 m   | 219,0  |
| 3.   | Joshua Maurer         | 94,5 m  | 92,5 m   | 214,0  |
| –    | Ben Loomis ( USA)     | 90,5 m  | 91,5 m   | 205,5  |
| –    | Adam Loomis ( USA)    | 90,5 m  | 90,0 m   | 200,5  |
| –    | Decker Dean ( USA)    | 90,5 m  | 89,5 m   | 198,5  |
| 4.   | Dusty Korek           | 93,5 m  | 88,0 m   | 198,0  |
| 5.   | Rogan Reid            | 92,5 m  | 88,5 m   | 197,5  |
| 6.   | Nigel Lauchlan        | 89,5 m  | 88,5 m   | 195,5  |
| –    | Jake Lock ( GBR)      | 87,5 m  | 85,5 m   | 183,5  |
| ...  |                       |         |          |        |

| Msc. | Zawodnik              | I seria | II seria | Punkty |
| ---- | --------------------- | ------- | -------- | ------ |
| –    | Adam Loomis ( USA)    | 119,5 m | 115,5 m  | 191,0  |
| 1.   | Mackenzie Boyd-Clowes | 121,5 m | 107,5 m  | 187,2  |
| 2.   | Joshua Maurer         | 117,5 m | 112,5 m  | 185,5  |
| –    | Ben Loomis ( USA)     | 127,0 m | 101,5 m  | 181,8  |
| 3.   | Matthew Soukup        | 102,5 m | 112,0 m  | 154,1  |
| –    | Jake Lock ( GBR)      | 119,5 m | 91,5 m   | 151,3  |
| 4.   | Nigel Lauchlan        | 117,5 m | 99,0 m   | 151,2  |
| –    | Decker Dean ( USA)    | 113,5 m | 98,0 m   | 148,7  |
| 5.   | Rogan Reid            | 109,5 m | 82,0 m   | 105,7  |
| 6.   | Dusty Korek           | 101,5 m | 89,5 m   | 104,9  |
| ...  |                       |         |          |        |

### Kobiety
| Msc. | Zawodniczka            | I seria | II seria | Punkty |
| ---- | ---------------------- | ------- | -------- | ------ |
| 1.   | Taylor Henrich         | 95,5 m  | 94,5 m   | 219,5  |
| 2.   | Natasha Bodnarchuk     | 92,0 m  | 86,5 m   | 193,0  |
| 3.   | Atsuko Tanaka          | 88,0 m  | 86,0 m   | 185,5  |
| 4.   | Nicole Maurer          | 87,5 m  | 85,5 m   | 177,0  |
| 5.   | Abigail Strate         | 85,5 m  | 84,5 m   | 173,0  |
| 6.   | Natalie Eilers         | 82,5 m  | 74,5 m   | 144,0  |
| –    | Annika Belshaw ( USA)  | 78,5 m  | 69,0 m   | 120,0  |
| –    | Samantha Macuga ( USA) | 72,0 m  | 70,5 m   | 116,0  |

| Msc. | Zawodniczka            | I seria | II seria | Punkty |
| ---- | ---------------------- | ------- | -------- | ------ |
| 1.   | Taylor Henrich         | 127,0 m | 114,5 m  | 208,7  |
| 2.   | Abigail Strate         | 116,5 m | 114,5 m  | 186,8  |
| 3.   | Atsuko Tanaka          | 107,0 m | 104,5 m  | 147,7  |
| 4.   | Natasha Bodnarchuk     | 93,0 m  | 106,5 m  | 125,1  |
| 5.   | Nicole Maurer          | 100,5 m | 95,0 m   | 117,4  |
| –    | Annika Belshaw ( USA)  | 84,5 m  | 72,0 m   | 36,7   |
| –    | Samantha Macuga ( USA) | 74,0 m  | 62,0 m   | 0,0    |